# Mark Dismore
Mark Dismore (ur. 12 października 1956 roku w Greenfield) – amerykański kierowca wyścigowy.

## Kariera
Dismore rozpoczął karierę w międzynarodowych wyścigach samochodowych w 1983 roku od startów w Amerykańskiej Formule Super Vee. Z dorobkiem dziewięciu punktów uplasował się tam na 28 pozycji w klasyfikacji generalnej. W późniejszych latach Amerykanin pojawiał się także w stawce SCCA/Escort Endurance Championship, IMSA Camel GTO, Toyota Atlantic Championship, Champ Car, IMSA Camel GTP Championship, Indy Lights, 24-godzinnego wyścigu Le Mans, Indy Racing League, SCCA Central Division National Formula Continental, USF2000 National Championship, American Le Mans Series, International Race Of Champions oraz Indy Car